# بولثورن

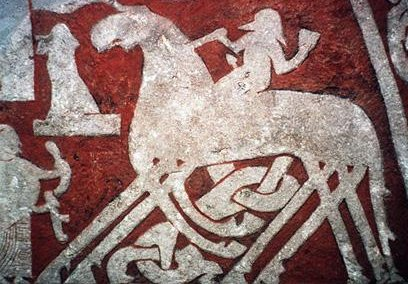

بولثورن في اللغة الإسكندنافية القديمة (Bolþorn) تعني "شوكة الشر"، أحد عمالقة الجليد في الأساطير الإسكندنافية. أصله غير معروف. وأكثر ما يعرف عنه أنه جد الإله أودن من طرف والدته. كتب اسمه في اللغة الإنكليزية (Bolthorn، أو Boelthor). 

## الاستشهادات
ذكر اسم بولثورن في الإيدا الشعرية مع أولاده:
حصلت على تسع أغان عظيمة من ابن بولثورن، والد بستلا، وحصلت على شربة من الخمر الجيد، مستخلص من أوثرورير.
بستلا والدة الإله أودن وأخويه فالي وفي. بينما من الممكن ان يكون ابن بولثورن، العملاق الحكيم ميمير.
كما ذكرت غيلفاغينينغ وهي القصيدة النثرية الأولى في الإيدا النثرية اسم بولثورن على أنه أحد العمالقة ووالد بستلا.